# 彭更
彭更，戰國時人，生卒年不詳，孟子弟子。

## 生平
彭更曾問孟子，孟子周遊列國時有數十輛車、數百人跟從，接受諸侯供養，會不會太過分了？孟子回答，不合於道的話，一簞米飯都不能取，但若合於道的話，天下都可以要，就像舜接受堯的禪讓一樣。孟子反問彭更覺得如何，彭更認為士人不能沒有做事而受他人供養。孟子回答，社會本就需要透過分工交換每個人的生產所得，農人與織女可以用多餘的田糧與布匹跟你交換米飯；若今天有人保有聖王之道，等待教導學生，你卻不給他米飯，這就是看重木匠與車匠，卻輕視仁義之士啊。彭更說，工匠之所以做工匠，本就是為了餬口，難道君子志在大道，也是為了討口飯吃嗎？孟子問彭更，你到底是因為人有吃飯的願望而給他飯吃，還是因為人有功勞而給他飯吃呢？彭更認為是有願望的人才給他飯吃。孟子反問，如果有人毀壞你的屋子，是為了跟你要飯吃，你會給他嗎？彭更回答不給。孟子便說，那看來你是因為人的功勞而給他飯吃了！

## 稱號
- 北宋政和五年（1115年）：雷澤伯
- 明朝萬曆三十九年（1611年）：先儒彭氏